# Conisania cervina
Conisania cervina là một loài bướm đêm trong họ Noctuidae.